# Занг-тепе
Занг-тепе — развалины древнего чаганианского замка в окрестностях Термеза. Замок возник в V веке на руинах крупного укреплённого здания античной эпохи, игравшего роль цитадели небольшого города.
От постройки V—VI веков здесь сохранились фронт западной стены, частично восточная и южная стена, квадратный приёмный зал в юго-восточном углу, объединённый — тогда же или в VI—VII-х веках — Г-образным кулуаром с северной и западной стороны. Квадрат стен, поднятый на десятиметровую высоту наклонного пахсового стилобата, выступал наружу угловыми прямоугольными башнями-бастионами с узкими щелями бойниц. Почти ничего из его внутренней обстройки V—VI веков, кроме некоторых фрагментов стен, не сохранилось. Но в VII веку в северо-западной части внутристенного пространства замка было возведено массивное сооружение несколько усложнённого коридорно-гребенчатого типа — с осевым коридором-вестибюлем и группами из четырёх и трёх удлинённых сводчатых комнат по его сторонам. Этот планировочный приём был по преимуществу свойствен казармам, воинским общежитиям и постройкам складского назначения, что позволяет рассматривать здание в северо-западном углу Занг-тепе как место обитания военной дружины знатного владельца замка. В крайних северных комнатах этого здания сохранились закрома и некоторые другие части хозяйственно-складского оборудования.
Замок представляет интерес в том, что здесь сохранилось, едва ли не в единственном образце, своеобразное оформление фасадов, совершенно иное, чем в гофрированных кешках Хорезма. Детали этого оформления вполне приличной, принимая во внимание его возраст, сохранности видны на внешней поверхности западной стены замка.
Внешняя архитектура доисламских замков Средней Азии, за исключением Хорезма, как правило не сохранилось. Занг-тепе — счастливое исключение, свидетельствующее, что этой архитектуре наряду с суровой замкнутостью, монолитностью наружных форм не были нужны приёмы декоративной, пластической выразительности. Высокие фасады замков были наряднее, чем предполагалось прежде; благодаря крупным, ритмично расположенным деталям — декоративным нишам, проёмам, лепным обрамлениям и тому подобное — им была свойственна чёткая масштабность и сильная, хотя и сдержанная пластичность.